# Andreas Baumann
Andreas Baumann (né le 27 février 1979 à Bülach, dans le canton de Zurich) est un athlète suisse, spécialiste du sprint.

## Biographie
Avec ses coéquipiers Marco Cribari, Reto Amaru Schenkel et Marc Schneeberger, Andreas Baumann détient le record national de Suisse du relais 4 × 100 mètres en 38 s 99, obtenu à Madrid en 2008, ce qui le qualifie pour les Championnats du monde d'athlétisme 2009. Peu avant, les mêmes avaient déjà battu le plus vieux record de l'athlétisme suisse en 39 s 02 (Athlétisme: record pour le 4x100 m - tsr.ch).

## Performances
Ses meilleurs temps sont :
- 100 mètres : 10 s 36 (vent : + 0.90), à Lugano ( Suisse), 4 juin 2005
- 200 mètres : 21 s 18 (vent : + 0.10), à Leverkusen ( Allemagne), 23 juillet 2005
- Relais 4 × 100 mètres : 38 s 99, à Madrid ( Espagne), 2008 (record de Suisse)